# Hemeroplanes ornatus
Hemeroplanes ornatus är en fjärilsart som beskrevs av Water Rothschild 1894. Hemeroplanes ornatus ingår i släktet Hemeroplanes och familjen svärmare. Inga underarter finns listade i Catalogue of Life.

## Bildgalleri

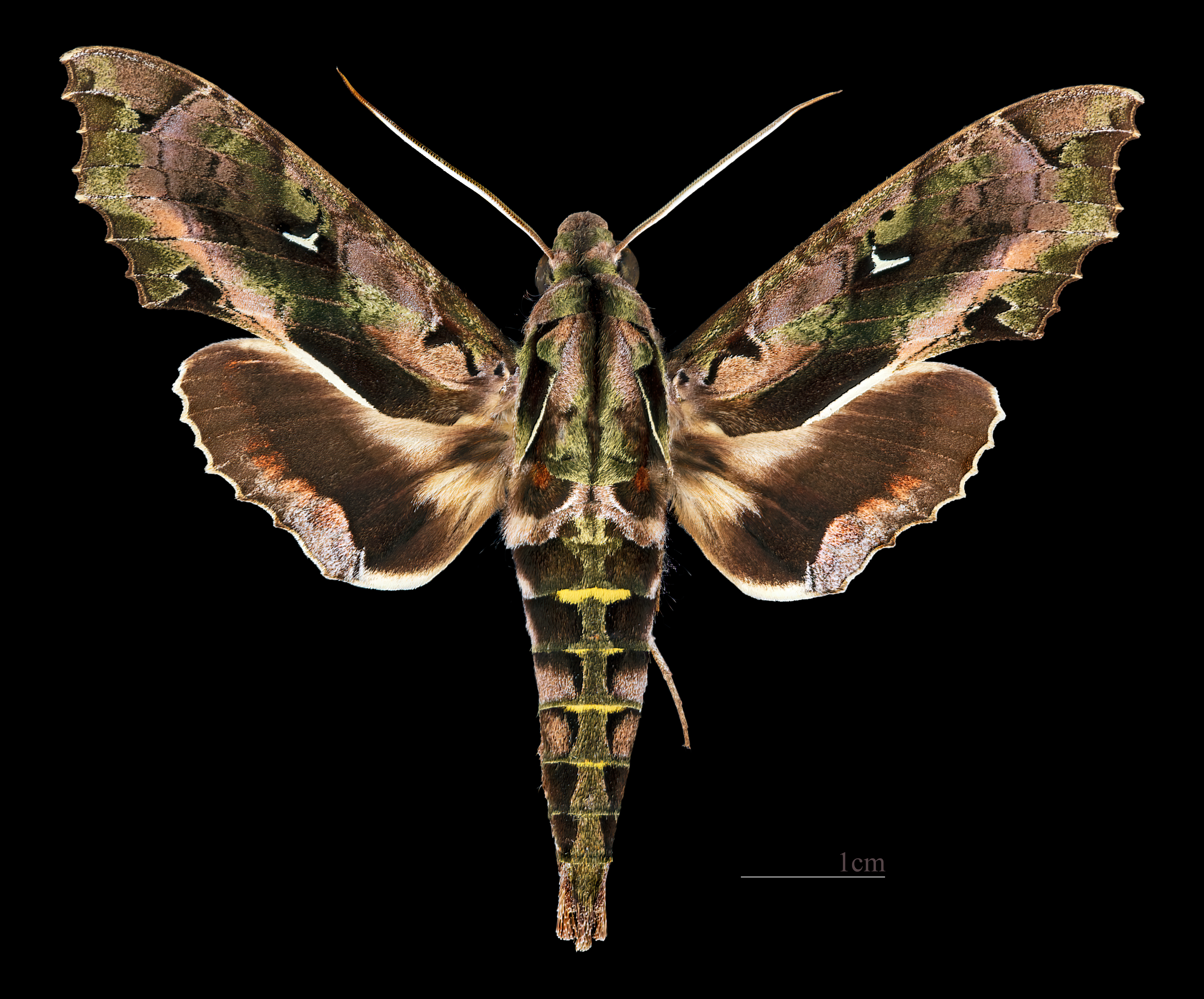
Preparerad (uppnålad) imago fjäril hane
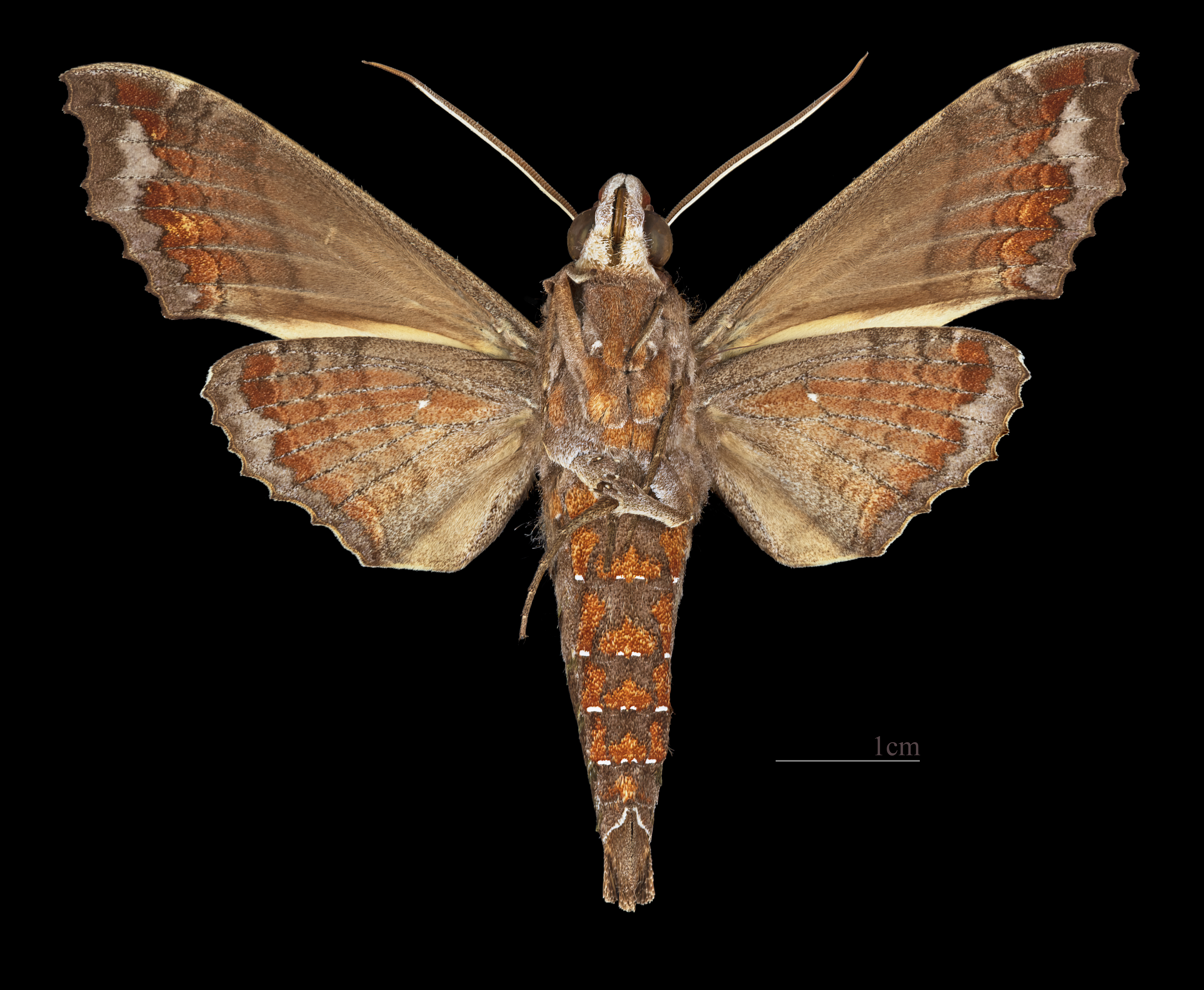
Preparerad (uppnålad) imago fjäril hane, undersida
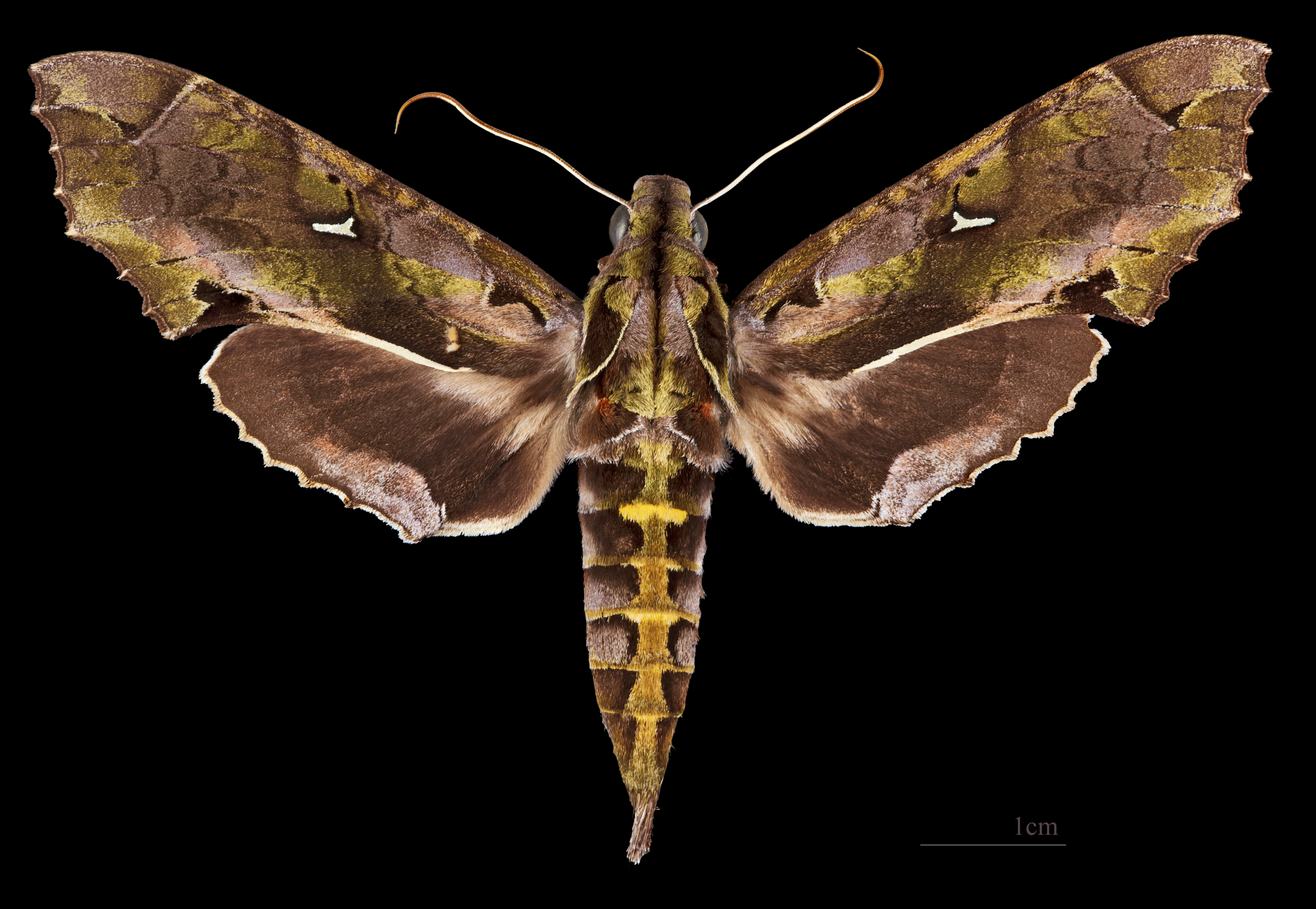
Preparerad (uppnålad) imago fjäril hona
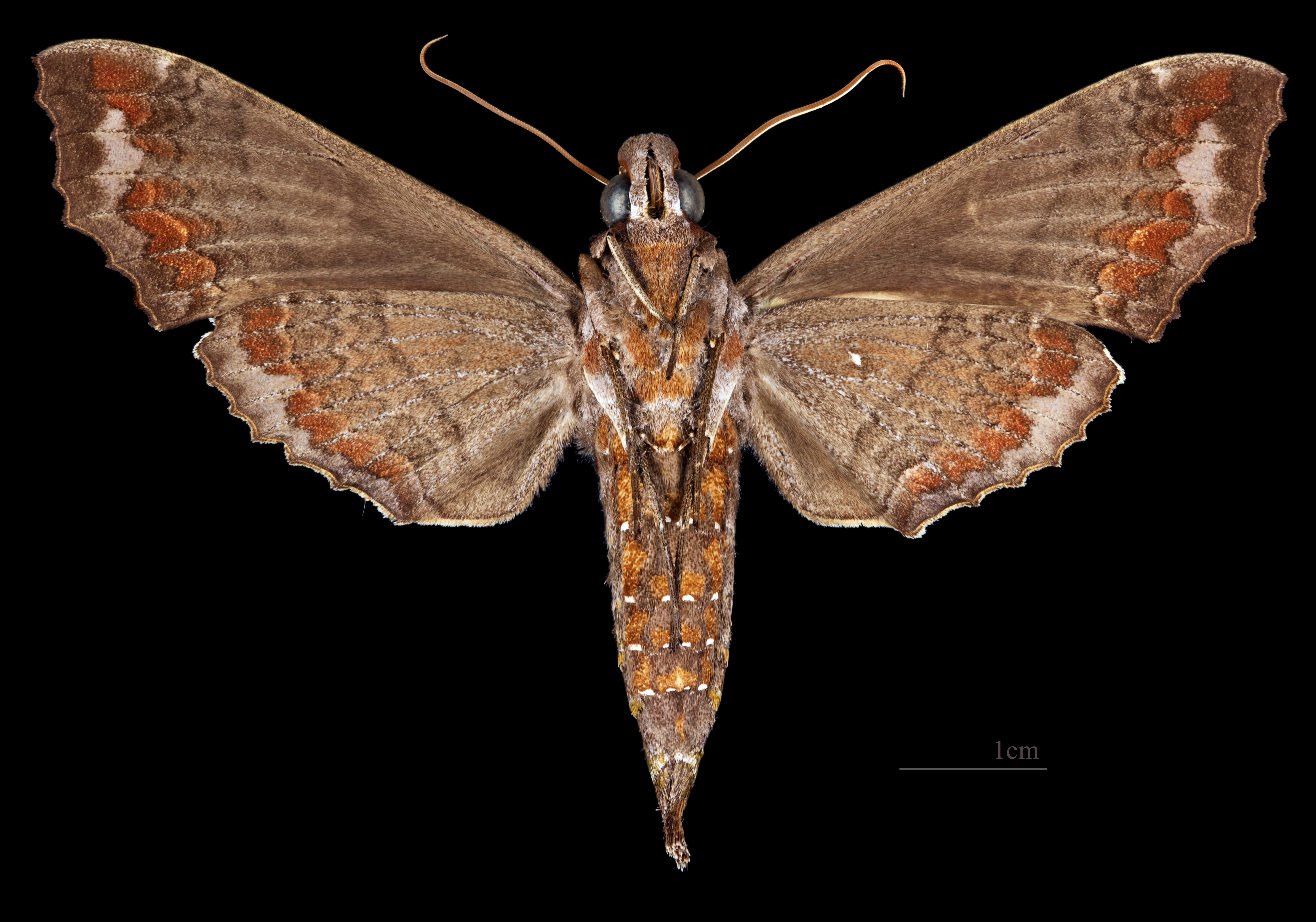
Preparerad (uppnålad) imago fjäril hona, undersida